# Conseiller en communication
Un conseiller en communication est un consultant dont le métier ou la charge est de fournir des conseils en matière de communication à des individus ou organisations qui le sollicitent et recourent à ses services. Il peut par exemple aider un candidat à une élection dans sa communication politique (il est alors appelé spin doctor selon la terminologie anglaise), ou une entreprise dans sa communication interne ou surtout externe. Ce faisant, il est amené à participer à l'élaboration de slogans politiques ou publicitaires, d'affiches électorales ou d'éléments de langage, par exemple. 

## Description
Il est souvent un personnage en vue, mais son approche de sa fonction peut également l'amener à faire preuve d'une grande discrétion. Parmi les conseillers en communication qui ont joué ou jouent un rôle notable, dans les domaines politique, économique, social ou culturel, sur le territoire français, figurent Patrick Buisson, Stéphane Fouks, Franck Louvrier, Anne Méaux, Jacques Pilhan, Thierry Saussez, Jacques Séguéla, Claude Sérillon  et Jean-Pierre Thiollet.